# Saint-Sauveur-la-Sagne
Saint-Sauveur-la-Sagne è un comune francese di 117 abitanti situato nel dipartimento del Puy-de-Dôme nella regione dell'Alvernia-Rodano-Alpi.

## Società

### Evoluzione demografica
Abitanti censiti